# 日本ブレイク工業
株式会社日本ブレイク工業（にほんブレイクこうぎょう）は、神奈川県横浜市に本社を置く総合解体業者である。略称「NBK」。建築物を中心とする解体工事を主たる業務とする。2009年から現在に至るまで、後述の理由により業務停止状態である。

## 会社概要
建設業の中でも特に地味と言われる解体業のイメージアップのために、様々な独自活動をしていることで知られ、後述の社歌作成の他、オリジナルのふりかけ「ガラの素」を製作し、関係者や解体現場の周辺住民にご挨拶品として配布していたという。「ガラの素」はかつては永谷園に開発・製造を依頼しており、その後駿河屋海苔店が製造していた。
かつては解体工事部門の他にカッター工事部門があり（元々静的解体を行うためのコンクリート削孔工事が由来）、耐震補強工事、アンカー工事等の杭頭処理、ダイヤモンドカッターを主としたコンクリートカッター施工をはじめとする建設業許可（とび・土工・コンクリート業）も持っていた。2006年（平成18年）に子会社である「有限会社スキル」を設立、カッター工事部門を独立させている。現在スキルは建設業の他、日本ブレイク工業関係の企画・販売や、後述の社員タレントのマネジメントを行う芸能事務所を主たる業務としている。
2009年（平成21年）6月、日本ブレイク工業のWebサイトにアクセスできない状況となっていることが発覚。「倒産危機では」と騒がれるが、一部メディアがそれを否定するコメントを得て報じた。しかし、社歌等の管理をしていた子会社社長と、その経理担当の社員だった母親の親子により、横領がなされていたことによって事業継続が困難となる。横領が発覚した2009年（平成21年）1月以降に全社員を解雇。被害額は3年間で5億円とされ、民事と刑事告訴を視野に入れて検討していることが明らかになった。
2016年の時点では、神奈川県建物解体業協会の会員とはされていないものの、法人番号が発行されている。もっとも、休眠会社として、2021年12月15日付けで解散したものとみなされた。

## 社歌について
「一般の社歌の常識と、大きな音を立てる割りに地味な解体業のイメージを破壊する」というコンセプトで、契約社員だった萬Z（量産型）（manzo、坂下正俊）が2002年（平成14年）に作詞・作曲を行った。その後、法規上必要な書類を顧客に渡すために作成したCD-Rの容量が大量に余っていたため、その穴埋めとしても活用されることになり、地域的には広がっていった。
ヒーローアニメソングを曲調や歌詞のモチーフにしたのは、「街の敵」と位置付けた廃ビルや老朽家屋と戦う正義の味方のイメージを強調したためだという。

### タモリ倶楽部でグランプリ受賞
2003年（平成15年）10月24日放映のテレビ朝日系『タモリ倶楽部』にて、「日本キャンペーンソング大賞」で取り上げられグランプリを受賞したことにより、多くの視聴者にその存在が知られるところとなる。
1970年代のアニメソング（ロボットアニメ）調の曲調や歌詞の内容が2ちゃんねるをはじめとしたインターネット上の電子掲示板で評判を呼ぶこととなった。公式ホームページにある社歌の音楽ファイルの存在を知ったインターネットユーザーのアクセスが殺到し、サイトのサーバがダウンするほどだった。

### シングルCDがオリコン上位に
インターネット上での評判が元となって、同年12月17日、萬Zのマネージメントを行うリアランドからCD発売。新星堂が興味を示し、店頭販売を開始する。発売日のオリコンチャートのデイリーシングル部門で初登場7位、12月29日付の同チャートの週間シングル部門で初登場22位（インディーズ部門2位）にランクイン。オリコンによれば、社歌のランクインは同チャート史上初である。最終的には約10万枚を売り上げている（オリコン調べでは約3万枚）。
また、CD発売と同日に『MelodyClip♪』（エンターブレイン）が着信メロディとして配信を開始。現在では数社の通信カラオケにも収録されている。
2003年（平成15年）12月18日に新星堂横浜ランドマークプラザ店で開催されたインストアライブで萬Z（量産型）と共に日本ブレイク工業の社員であるダイヤモンド勝田（重水直人）も出演し、ダイヤモンド勝田も知名度を上げた。
その後2004年（平成16年）3月、ポニーキャニオンからDVDが発売され、同年7月にはナムコの『太鼓の達人6』に収録されることとなった。また、2005年（平成17年）7月に行われた「バーバラサマ キャンペーン」（『大合奏!バンドブラザーズ』の楽曲追加カートリッジへの曲収録リクエスト）でも多数のリクエストにより社歌が収録されることになった。
なお、2007年（平成19年）6月15日よりiTunes Storeでの配信も開始されている。

### CD帯裏とブレイク祭り
CDが発売されるに当たり、帯の裏には「manzo氏による社歌作成リクエスト」「コンピレーションアルバムの作品募集」という2つの告知が書かれていた。この2つ目のコンピレーションアルバムの告知により、2ちゃんねるのDTM板を中心に社歌のリミックスバージョンを作る一大ブームが発生した。多数のリミックスが作成されたが、その中でも特に有名な作品は、歌詞を英語化しメタル的な要素を加えたユーロビート作品『NBKユーロビート (Japan Break Industries)』と、社歌を逆再生すると「よく冷える〜」「う〜寒っ」などといった歌詞に聞こえることから作られた『日本冷え冷え工業』（別名：冷え冷えミックス）である。
また、同アルバム収録のムービーの募集も同時に行われ、こちらはFLASH・動画板を中心に職人達が力作を作り上げることとなった。
こうして2ちゃんねるを中心に起きた一大ムーブメントの産物が2004年（平成16年）8月26日に発売された『ブレイク祭り』である。なお、先述の『日本冷え冷え工業』についてはFlashムービーを作成した者もいたが、この『ブレイク祭り』では同Flashを元にオリジナルの絵柄で作成されたムービーとして収録されている。
そして、社歌CD発売1周年を記念して2004年（平成16年）12月17日にMillion Zeta Prototypesをはじめとしたブレイク祭り参加者によるリアランド祭りが行われた。

### その後
2005年（平成17年）頃からブームは収束し、2ちゃんねるの日本ブレイク工業関係スレッドも最盛期と比べると大幅に減少した。
坂下は、日本ブレイク工業社歌のヒットを機に音楽で生計が成り立つようになったため退社し、現在も音楽活動を続けている。退社直後は主に社歌・店歌等のキャンペーンソングを主体とすることを特徴とした。桃井はるこの楽曲プロデュースや、MotoGPライダー関口太郎選手の応援歌（2ちゃんねるバイク板同選手応援スレの要望により実現）などを手がけた後は、やはりサブカルチャーを中心としているものの、社歌・店歌のみならず多岐に渡って活動している。
ダイヤモンド勝田は、スキル所属のタレントとして俳優業を続けている。各TV局のドラマ等に出演したほか、公共広告機構（現：ACジャパン）のCFにも出演した。
日本ブレイク工業社歌がヒットする以前も、本名の重水直人で1989年（平成元年）の『座頭市』（勝新太郎版）や2003年（平成15年）の北野武版、NHK大河ドラマ、各種映画等に出演している。ヒットを機に、現在のダイヤモンド勝田の芸名で活動するようになった。なお、別項にある2003年（平成15年）12月18日、新星堂横浜ランドマークプラザ店で開催されたインストアライブでは、勝田二郎と名乗っていた。
2007年（平成19年）7月、日本ブレイク工業社歌を題材としたパチスロ機『日本ブレイク工業』が、平和からリリースされた。

### 社歌CDのデータ
- 発売日:2003年（平成15年）12月17日
- 発売元:Realand
- 作詞・作曲:manzo
- 歌手:萬Z（量産型）